# Jimmy Lloyd
James „Jimmy” Lloyd (ur. 5 lipca 1939 w Liverpoolu  – zm. 22 marca 2013 w Skelmersdale) – brytyjski bokser, brązowy medalista Igrzysk Olimpijskich w Rzymie (1960) w wadze półśredniej.

## Kariera amatorska
W roku 1960 reprezentował Wielką Brytanię na Igrzyskach Olimpijskich w Rzymie. Pokonał Mohameda Faragallę (Sudan), Vasile Neagu (Rumunia) i Phila Baldwina (Stany Zjednoczone). W półfinale przegrał z późniejszym złotym medalistą Włochem Nino Benvenutim i zdobył brązowy medal.
W 1961 na Mistrzostwach Europy w Belgradzie przegrał w ćwierćfinale z Hansem-Dieterem Neidelem reprezentantem Niemieckiej Republiki Demokratycznej.

## Kariera zawodowa
Karierę zawodową rozpoczął 11 września 1962. Zakończył bez sukcesów w maju 1966. Stoczył 20 walk, z których 10 wygrał, 7 przegrał i 3 zremisował.